# Пономаренко, Михаил Степанович
Михаил Степанович Пономаренко (27 августа 1923 — 25 февраля 1986) — командир отделения разведки 146-го гвардейского стрелкового полка (48-я гвардейская стрелковая дивизия, 28-я армия, 3-й Белорусский фронт) гвардии старший сержант — на момент представления к награждению орденом Славы 1-й степени.

## Биография
Родился 27 августа 1923 года в станице Спокойная Отрадненского района Краснодарского края. В 1935 году переехал в город Невинномысск Ставропольского края. Работал на мельнице, затем учеником токаря на заводе.
В июне 1941 года был призван в Красную Армию. 31 июля 1944 года гвардии старший сержант Пономаренко Михаил Степанович награждён орденом Славы 3-й степени. 31 января 1945 года гвардии старший сержант Пономаренко Михаил Степанович награждён орденом Славы 2-й степени.
К концу войны на счету разведчика Пономаренко 16 лично захваченных «языков», а на счету взвода — 32. Уже после Победы, 20 мая, был тяжело ранен. Полгода пролежал в госпитале в городе Львове.
Указом Президиума Верховного Совета СССР от 29 июня 1946 года за мужество, отвагу и бесстрашие гвардии старший сержант Пономаренко Михаил Степанович награждён орденом Славы 1-й степени. Стал полным кавалером ордена Славы.
Жил в городе Ставрополь. Скончался 25 февраля 1986 года.